# Стюарт, Артур, 8-й граф Касл Стюарт
Артур Патрик Эйвондейл Стюарт, 8-й граф Касл Стюарт (англ. Arthur Patrick Avondale Stuart, 8th Earl Castle Stewart; 18 августа 1928 — 21 ноября 2023) — ирландский дворянин, который носил титул учтивости — виконт Стюарт с 1944 по 1961 год.

## Биография
Родился 18 августа 1928 года. Третий сын Артура Стюарта, 7-го графа Касла Стюарта (1889—1961), и его жены Элеонор Мэй Гуггенхайм (1896—1992), дочери Соломона Гуггенхайма. Артур стал наследником своего отца после смерти двух его старших братьев во Второй мировой войне. Он получил образование в Итонском колледже и Тринити-колледже в Кембридже, получив степень бакалавра в последнем в 1950 году. Он был назначен вторым лейтенантом в Шотландскую гвардию 1 января 1949 года и был повышен до лейтенанта 31 мая.
20 декабря 1952 года он женился на Эдне Фаулер (ок. 1920 — 5 июля 2003), от брака с которой у него было двое детей:
- Эндрю Ричард Чарльз Стюарт, виконт Стюарт (род. 7 октября 1953), женился на Анни Иветт ле Пулен в 1973 году, развелся в 2002 году, имеет одну дочь
- Леди Бриджит Энн Стюарт (род. 12 февраля 1957), вышла замуж за Роберта Уильяма Уоди в 1990 году и имеет одну дочь

10 ноября 2004 года Артур Стюарт женился на Джиллиан (урождённой Сэвилл) (род. 16 августа 1938), заместителе лейтенанта Тирона
5 ноября 1961 года после смерти своего отца виконт Стюарт унаследовал титул 8-го графа Касл Стюарта, 16-го барона Касл Стюарта, 8-го виконта Касл Стюарта и 15-го баронета Стюарта.
С 1967 по 1997 год граф Касл Стюарт был вице-президентом Музея Соломона Р. Гуггенхайма и входил в консультативный совет коллекции Пегги Гуггенхайм в качестве вице-президента с 1980 по 2011 год и президента с 2011 по 2013 год. Касл Стюарт был попечителем христианской общины в Великобритании с 1973 по 2001 год. Он является членом Chartered Management Institute. С 2000 по 2007 год он был председателем Фонда международной безопасности.
Он является старшим живым членом королевской семьи Стюартов, происходящим по законной мужской линии от короля Шотландии Роберта II Стюарта.